# Sloanea lanceolata
Sloanea lanceolata är en tvåhjärtbladig växtart som beskrevs av C. E. Smith. Sloanea lanceolata ingår i släktet Sloanea och familjen Elaeocarpaceae. Inga underarter finns listade i Catalogue of Life.